# Cro-à-Porter
Cro-à-Porter modni je projekt koji promovira modu i modni dizajn. Iako su na Cro-à-Porteru nerijetko predstavljani strani dizajneri, prvenstvena mu je namjena promocija hrvatskih modnih dizajnera. 
Prvi Cro-à-Porter održan je u proljeće 2003. godine i od tada se održava dva puta godišnje, u proljeće i na jesen. Na jesen 2009. godine projekt je održan četrnaestu sezonu.

## Povijest projekta
Cro-à-Porter je pokrenut zbog potrebe tržišta za kvalitetnom promocijom domaće mode, a paralelno s njim odvijao se i veliki razvoj hrvatske medijske scene. Mijenjavši se baš kao što se mijenjala i moda, ovaj projekt udario je temelje modnoj sceni u Hrvatskoj i ujedno joj se prilagođavao razvivši se u jedan od vodećih medijskih projekat u Hrvatskoj. 
Preko njegovih pista prodefilirali su mnogi modni dizajneri, kako odjeće tako i obuće. Neki od njih svoje su prve korake u modnu javnost učinili baš uz ovaj projekt i ostali mu vjerni sve ove godine.

## Ime
Cro-à-Porter u imenu sadrži ime države u kojoj se održava (Cro je kratica za Croatia) te francuski sinonim za odijevnu konfekciju prêt-à-porter, što bi po smislu značilo Hrvatska za nošenje.

## Sezone
| Redni broj | Sezona                                              | Datum               | Broj dana | Broj dizajnera | Lokacija      |
| 1.         | Cro-à-Porter proljeće/ljeto '03                     | 15. svibnja 2003.   | 3         | 7              | Zagreb        |
| 2.         | Cro-à-Porter jesen/zima '03/04                      | 25. listopada 2003. | 1         | 10             | Zagreb        |
| 3.         | Cro-à-Porter proljeće/ljeto '04                     | 21. travnja 2004.   | 5         | 14             | Zagreb        |
| 4.         | Cro-à-Porter jesen/zima '04/05 Grand Hotel          | 14. listopada 2004. | 4         | 11             | Zagreb        |
| 5.         | Cro-à-Porter proljeće/ljeto '05 Fashion Cinema      | 9. ožujka 2005.     | 4         | 19             | Zagreb        |
| 6.         | Cro-à-Porter jesen/zima '05/06 Fashion Gallery      | 19. listopada 2005. | 4         | 21             | Zagreb        |
| 7.         | Cro-à-Porter proljeće/ljeto '06 Fashion Senses      | 22. ožujka 2006.    | 5         | 33             | Split, Zagreb |
| 8.         | Cro-à-Porter jesen/zima '06/07 Fashion Victim       | 4. listopada 2006.  | 4         | 21             | Zagreb        |
| 9.         | Cro-à-Porter proljeće/ljeto '07 Fashion Collections | 18. travnja 2007.   | 4         | 28             | Zagreb        |
| 10.        | Cro-à-Porter jesen/zima '07/08 XXX                  | 10. listopada 2007. | 4         | 31             | Zagreb        |
| 11.        | Cro-à-Porter proljeće/ljeto '08 Original            | 3. travnja 2008.    | 3         | 28             | Zagreb        |
| 12.        | Cro-à-Porter jesen/zima '08/09 Limited Edition      | 8. listopada 2008.  | 4         | 26             | Zagreb        |
| 13.        | Cro-à-Porter sezona XIII Deconstruct/Reconstruct    | 16. travnja 2009.   | 3         | 22             | Zagreb        |
| 14.        | Cro-à-Porter sezona XIV ART@WORK                    | 8. listopada 2009.  | 3         | 19             | Zagreb        |

## Dizajneri

### Natječaj za dizajnere
Iako u Hrvatskoj postoji nekoliko projekata koji su isključivo orijentirani na mlade, neafirmirane dizajnere, svake sezone priliku za predstavljanje na Cro-à-Porteru dobiva i nekoliko mladih dizajnera koji se svojim radom još nisu profilirali na hrvatskoj modnoj sceni. Natječaj za mlade dizanere otvoren je tijekom cijele godine.

### Fashion Incubator
Fashion incubator modni je događaj pokrenut u listopadu 2004. godine koji okuplja mlade hrvatske modne dizajnere. Pobjednik ovog projekta stječe pravo na predstavljanje na sljedećem Cro-à-Porteru.

## Lokacije
Promjena mjesta održavanja posebnost je ovog projekta. Iako se do sada svaki puta održavao u  Zagrebu, u ožujku 2006. godine Cro-à-Porter je održan i u  Splitu. Projekt se održava na lokacijama koje svojim tehničkim mogućnostima i kapacitetom, te estetikom odgovaraju duhu projekta.

## Utjecaj projekta
Cro-à-Porter je ostvario je značajan utjecaj na razvoj medijske scene u Hrvatskoj, stvorio je interes medija i publike za sadržajima ovoga tipa. Paralelno je stvorio potrošačku klijentelu domaćeg proizvoda te s time doprinio gospodarskom razvoju grada i države. Produkcijska dostignuća utjecala su na razvoj poimanja društvenog i kulturnog života regije.

## Vanjske poveznice
- Službene Cro-à-Porter stranice  Arhivirana inačica izvorne stranice od 16. kolovoza 2018. (Wayback Machine)
- Službene stranice Fashion incubatora  Arhivirana inačica izvorne stranice od 1. prosinca 2018. (Wayback Machine)